# Goruni (okręg Jassy)
Goruni – wieś w Rumunii, w okręgu Jassy, w gminie Tomești. W 2011 roku liczyła 1264 mieszkańców.